# Cruriraja durbanensis
Cruriraja durbanensis (лат.) — вид скатов рода Cruriraja отряда скатообразных. Обитают в юго-восточной части Атлантического океана между  28° ю. ш. и 32° ю. ш. Встречаются на глубине до 860 м. Их крупные, уплощённые грудные плавники образуют округлый диск с треугольным вытянутым рылом. Максимальная зарегистрированная длина 31 см. Откладывают яйца. Не являются объектом целевого промысла. 

## Таксономия
Впервые новый вид был научно описан в 1923 году как Raia durbanensis. Видовой эпитет происходит от географического места обитания. Вид известен всего по двум особям. 

## Ареал
Эти донные скаты являются эндемиками вод, омывающих ЮАР. Встречаются на глубине до 860 м.

## Описание
Широкие и плоские грудные плавники этих скатов образуют диск в виде ромба с треугольным рылом и закруглёнными краями. На вентральной стороне диска расположены 5 жаберных щелей, ноздри и рот. Хвост длинный и тонкий. Окраска обеих поверхностей диска тёмно-коричневого цвета за исключением белой области вокруг рта и в районе брюха. Ростральные шипы отсутствуют. Имеются шипы в лопаточной области и вокруг глаз. Максимальная зарегистрированная длина 31 см.

## Биология
Эти скаты откладывают яйца, заключённые в твёрдую роговую капсулу с выступами по углам. Эмбрионы питаются исключительно желтком.     

## Взаимодействие с человеком
Эти скаты не являются объектом целевого лова. В ареале ведётся активный промысел. Данных для оценки Международным союзом охраны природы охранного статуса вида недостаточно.